# Edoardo Alfieri
Edoardo Alfieri (Foggia, 5 aprile 1913 – Sanremo, 23 marzo 1998) è stato uno scultore italiano.

## Biografia
Allievo, nel capoluogo ligure, di Guido Galletti e a Brera (Milano), di Francesco Messina, è stato successivamente docente all'Accademia Ligustica di Belle Arti di Genova.
La sua scultura oscillò fra avanguardia (Alfieri aderì negli anni trenta al gruppo futurista Sintesi) per poi ritornare alla tradizione. Negli anni quaranta approdò ad un'impostazione di tipo espressionista in cui per espressionismo si intende un'arte nella quale prevale la deformazione di alcuni aspetti della realtà, così da accentuarne i valori emozionali ed espressivi. È di quel periodo (1941) uno dei suoi lavori più apprezzati, la Tomba Dagna al cimitero monumentale di Staglieno. Del 1961 è invece la Tomba De Luca di Pietralata-Valente, in cui però la visione è prettamente di tipo naturalista-post picassiana e dove il Naturalismo lascia spazio ad un'espressione che partendo dal realismo abbandona canoni classici e romantici. Notevole è infine la sua Tomba Mele (1962) con impostazione di tipo post-informale (secondo i criteri sviluppati in Francia negli anni cinquanta), nella quale per informale si intende un nuovo modo di creare immagini senza il ricorso alle forme riconoscibili precedentemente usate (ad esempio il Cubismo e il già citato Espressionismo).
Al cimitero di Staglieno sono presenti altri lavori di Alfieri fra cui L'Apocalisse di San Giovanni, lavoro fine anni quaranta-inizio anni cinquanta allocato nella Tomba Puri; i bronzi allocati nella  Tomba dei fidanzati (inizio anni sessanta); le  figure marmoree della Fede e della Speranza (metà anni cinquanta) allocati  nel Porticato di Sant'Antonino.

## Edoardo Alfieri nei musei
- MAGI '900 di Pieve di Cento (BO)